# Kamohelo Mokotjo
Kamohelo Mokotjo (Odendaalsrus, 11 marzo 1991) è un calciatore sudafricano, centrocampista del Cape Town City.

## Caratteristiche tecniche
Di ruolo centrocampista, è dotato di una buona visione di gioco ed è anche un buon passatore. Sa anche essere abile nell'intercettare i palloni avversari.

## Carriera
Nel 2012 debutta con la nazionale sudafricana, in una partita contro il Mozambico.

## Palmarès

### Club

#### Competizioni nazionali
- Coppa dei Paesi Bassi: 1

PEC Zwolle: 2013-2014
- Supercoppa dei Paesi Bassi: 1

PEC Zwolle: 2014